# Келісай-є-Сір
Келісай-є-Сір (перс. کلیسای سیر) — село в Ірані, входить до складу дехестану Барандуз у Центральному бахші шахрестану Урмія провінції Західний Азербайджан.